# 杭州无轨电车
杭州无轨电车是中华人民共和国浙江省杭州市市内公共汽（电）车系统的组成部分。该系统自1961年4月26日开始运营。截至2021年9月，共计有2条线路。

## 历史
杭州第一条无轨电车线1路无轨电车于1961年4月26日开通。由拱宸桥开往城站，全程12.5公里。
时至80年代，已有51、52和53路三条无轨电车运营。当时的主要车型为BK540、NJ663、SKD663、SK561和HZ561等。平均年客运量为1.72亿人次，占公交总运量的40%。
1988年，无轨电车各线路遵循国标调整编码为151、152和153路。
1989年，开通155路无轨电车。
90年代，陆续开通了156、157和555路无轨电车。当时的主要车型为HZGD70C、HZGWG110、SK562GP和SH561等。平均年客运量为1.42亿人次。
00年代，杭州无轨电车到达发展的鼎盛时期。共有8条线，分别是151、152、155、156、157、159、290和555路无轨电车。平均年客运量为5245万人次。

## 现有线路

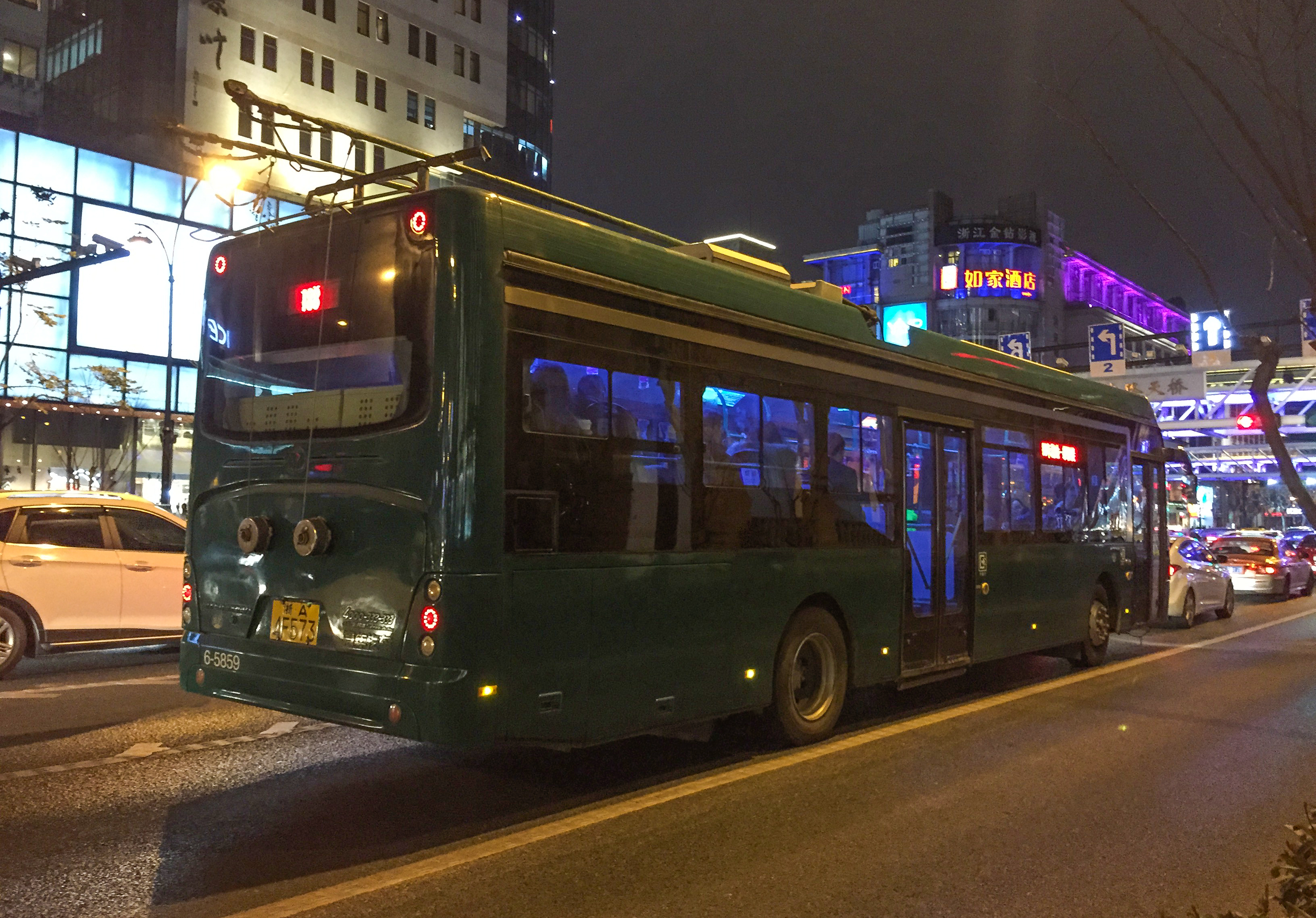
延安路庆春路口的一辆无轨电车

- 151路：拱北小区~雄镇楼（曾用名1路、51路）
- K155路：和睦新村~城站火车站（2006年8月7日停驶，2013年5月10日恢复）

## 历史线路
- 61路区间：蒋家塘→莫干山路登云路口   2018年9月间短暂由K155路与1005路部分出场车套跑，单向行驶[2]
- 152路：古荡~雄镇楼 （曾用名52路） 2005年停驶改由汽车以92路运营
- 153路（一代）：武林门~雄镇楼 1998年（曾用名53路）   1998年3月10日改由汽车运营，1998年8月8日停驶
- 153路（二代）：三墩~武林小广场 （原编码333路）   2015年12月20日汽改电，2018年1月28日改由常规车型运营
- 154路（外环）：艮山电厂~艮山电厂    1998年3月10日停驶，与现56路走向部分相同
- 154路（内环）：武林门~武林门    1998年3月10日停驶，与现55路走向部分相同
- 156路：翠苑四区~城站火车站    2006年5月18日改由汽车运营，2014年12月改由纯电动公交车运营
- 157路：公交总公司~公交总公司（原154外环）   2002年8月29日停驶
- 159路：鼓楼~府新花园南    2007年11月9日停驶
- 160路：拱北小区~古荡 2019年1月2日开通，2020年2月起实施汽电混合运营，2021年6月1日改由常规车型运营
- 188路：汽车北站~雄镇楼    2008年许部分班次使用无轨电车运营 2015年9月22日汽改电，2017年11月18日改由常规车型运营 2018年9月再度短暂实施汽电混跑[3]
- 290路：汽车北站~雄镇楼    2008年9月22日改由油电混合动力汽车运营，后改由纯电动公交车运营
- 555路：汽车北站~城站火车站    2006年5月18日改由汽车运营 后分别演化为90路、185路
- 1005路：和睦新村~武林广场西 2018年8月28日开通，曾为全国编码最大的无轨电车线路，2021年6月1日改汽